# Veľký Čepčín
Veľký Čepčín és un poble i municipi d'Eslovàquia que es troba a la regió de Žilina, al centre-nord del país. La primera menció escrita de la vila es remunta al 1262.

## Demografia
| Godina             | 1994 | 2004   | 2014    | 2024   |
| ------------------ | ---- | ------ | ------- | ------ |
| Nombre de persones | 225  | 215    | 245     | 258    |
| Diferència         |      | −4,44% | +13,95% | +5,30% |

| Godina             | 2023 | 2024   |
| ------------------ | ---- | ------ |
| Nombre de persones | 253  | 258    |
| Diferència         |      | +1,97% |